# الجدول الزمني للتدخل الروسي في انتخابات الولايات المتحدة 2016

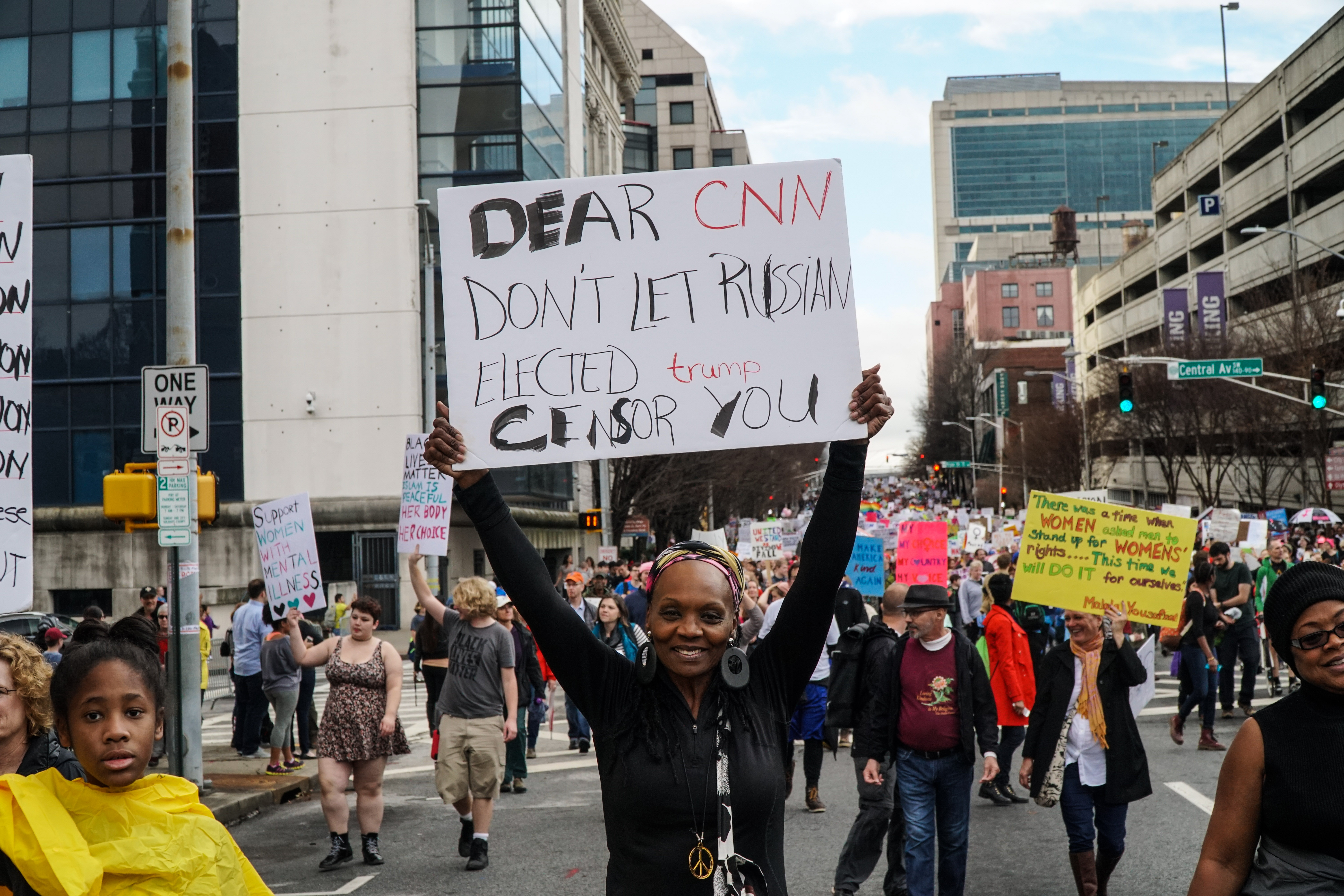
مسيرة نسائية

هذا هو جدول زمني للأحداث الرئيسية المتعلقة بالتدخل في الانتخابات التي أجرتها روسيا ضد انتخابات الولايات المتحدة 2016 . ويشمل أيضًا الأحداث الكبرى المتعلقة بالتحقيقات في الروابط بين شركاء ترامب والمسؤولين الروس بها بين شركاء دونالد ترامب والمسؤولين الروس. استمرت هذه التحقيقات في 2017 و 2018 و2019 . ترتبط هذه الأحداث بالتدخل الروسي في انتخابات الولايات المتحدة لعام 2018 ‏ ، ولكنها تختلف عنه.

## الأفراد والمنظمات ذات الصلة
هذه قائمة بالأفراد والمنظمات التي شاركت في الأحداث المتعلقة إما بالتدخل بالانتخابات الذي قامت به روسيا ضد الولايات المتحدة عام 2016 و / أو التحقيقات الناتجة في الروابط المشبوهة غير المناسبة بين شركاء دونالد ترامب والمسؤولين الروس. سيث أبرامسون يقدر أن أكثر من 400 شخص يمكن إدراجهم هنا. :3

### A-E
- أراس أغالاروف، الملياردير الأذربيجاني الروسي ورئيس مجموعة كروكاس، مقرب من كل من ترامب وبوتين
- أمين أغالاروف، مغني البوب الروسي، وابن أراس
- رينات أخميشين  [لغات أخرى]‏، جماعات الضغط الروسية الأمريكية التي هاجرت إلى الولايات المتحدة في عام 1993
- توفيق عاريف، مطور ومستثمر عقاري تركي مولود في الاتحاد السوفيتي، مؤسس مجموعة البيرق
- أندريه أرتيمينكو  [لغات أخرى]‏، عضو البرلمان الأوكراني
- جوليان أسانج، مؤسس ويكيليكس
- آرون بانكس، الممول الرئيسي والمؤسس المشارك لحملة " Leave.EU".
- ستيفن ك. بانون، الرئيس السابق لبريتبارت نيوز (2012-2016)، الرئيس التنفيذي لحملة ترامب (أغسطس - نوفمبر 2016)، وكبير خبراء البيت الأبيض (يناير - أغسطس 2017)
- ويليام بار، المدعي العام للولايات المتحدة (منذ فبراير 2019)، رئيس وزارة العدل في الولايات المتحدة
- جون أو. برينان، المدير السابق لوكالة الاستخبارات المركزية (CIA) (2013-2017)
- ريتشارد بور، عضو مجلس الشيوخ عن ولاية كارولينا الشمالية (اليمين)، رئيس لجنة الاستخبارات في مجلس الشيوخ
- ماريا بوتينا، مؤسسة " Right to Bear Arms [Право на оружие (движение)] "وزميله الكسندر تورشين
- ستيف كالك  [لغات أخرى]‏، المصرفي الذي ساعد بول مانافورت وريك غيتس على سرقة وغسل الأموال
- كامريدج أناليتيكا، وهي شركة استشارية سياسية تعمل الآن في مجال البحث ضمن مناجم البيانات وتحليلها، عملت لصالح حملة ترامب؛ الشركة الأم لها هي مجموعة SCL
- مايكل كابوتو  [لغات أخرى]‏، رئيس الاتصالات السابق في نيويورك
- جيمس كلابر، المدير السابق للمخابرات الوطنية (DNI) (2010-2017)
- هيلاري كلينتون، المرشحة الرئاسية الديمقراطية لعام 2016 ، وزيرة الخارجية السابقة (2009-2013)
- سام كلوفيس  [لغات أخرى]‏، الرئيس المشارك السابق ومستشار السياسة لحملة ترامب
- دان كوتس، مدير الاستخبارات الوطنية (منذ مارس 2017)
- مايكل كوهين، المحامي الشخصي لدونالد ترامب
- كولومبوس نوفا  [لغات أخرى]‏، الذراع الاستثماري الأمريكي لأمبراطور الأعمال فيكتور فيكسلبرغ
- جيمس ب. كومي، المدير السابع لمكتب التحقيقات الفيدرالي (FBI) (2013-2017)
- كونكورد للإدارة والاستشارات  [لغات أخرى]‏، متهمة بتمويل نظام مزارع إلكتروني تدخل في انتخابات 2016
- جيروم كورسي، المعلق السياسي الأمريكي وزميل روجر ستون
- راندي كريديكو  [لغات أخرى]‏، المرشحة السياسية الأمريكية
- كريستين ديفيس، رئيسة سابقة لشبكة دعارة راقية في مدينة نيويورك والتي كانت تعرف باسم «مدام مانهاتن» في أعقاب فضيحة الدعارة لاليوت سبيتزر. ترشحت ديفيس في انتخابات حاكم ولاية نيويورك لعام 2010  [لغات أخرى]‏ مع روجر ستون كمدير حملتها.[3]
- أوليغ ديريباسكا، القلة الروسية، قطب الألمنيوم ذو علاقات وثيقة مع بوتين
- كيريل ديميترييف  [لغات أخرى]‏، المدير التنفيذي لصندوق الاستثمار الروسي المباشر
- إريك أ. دوبيليه  [لغات أخرى]‏، المدعي العام الفيدرالي السابق ومحامي كونكورد للإدارة والاستشارات
- تي إس إلياس الثالث، قاضي مقاطعة الولايات المتحدة في المقاطعة الشرقية بفرجينيا يترأس محاكمة بول مانافورت  [لغات أخرى]‏ في فرجينيا. تم تعيينه من قبل رونالد ريغان في عام 1987 وتولى منصب كبير في عام 2007.
- بول إريكسون  [لغات أخرى]‏، ناشط جمهوري شارك في العديد من الحملات الرئاسية الجمهورية وشريكًا رومانسيًا لماريا بوتينا

### F-K
- نايجل فاجي، زعيم حزب استقلال المملكة المتحدة (2006-2009، 2010-2016) وعضو في البرلمان الأوروبي (منذ عام 1999)
- ديان فاينشتاين، عضوة مجلس الشيوخ عن ولاية كاليفورنيا، وعضو لجنة المخابرات بمجلس الشيوخ (رئيسة سابقة، 2009-2015) وعضو بارز في اللجنة القضائية بمجلس الشيوخ
- مايكل ت. فلين، المدير السابق لوكالة الاستخبارات الدفاعية (2012-2014)، مستشار الأمن القومي السابق (من يناير إلى فبراير 2017)
- ريك جيتس، نائب مانافورت خلال حملة ترامب
- رودي جولياني، العمدة السابق لمدينة نيويورك (1994-2001)، ومحامي شخصي للرئيس ترامب (منذ أبريل 2018)
- روب جولدستون  [لغات أخرى]‏، خبير دعاية بريطاني للمغني الروسي أمين أغالاروف
- ج. دي جوردون  [لغات أخرى]‏، عضو فريق المرحلة الانتقالية ومدير الأمن القومي لحملة ترامب (منذ مارس 2016)
- تشاك غراسلي، سيناتور أيوا (اليمين)، الرئيس السابق للجنة القضائية في مجلس الشيوخ (2015-2016)، والرئيس المؤقت لمجلس الشيوخ الأمريكي (منذ عام 2019)
- غوتسيفر 2.0  [لغات أخرى]‏ ، مجموعة القراصنة واسم مستعار تستخدمه مديرية المخابرات الرئيسية (GRU)
- هوب هيكس، السكرتيرة الصحفية لحملة ترامب ومدير الاتصالات بالبيت الأبيض (أغسطس 2017 - فبراير 2018)
- بريل أ. هاول، كبيرة قضاة الولايات المتحدة في المحكمة المحلية لمقاطعة كولومبيا
- وكالة أبحاث الإنترنت (IRA)، كيان روسي مكلف بتنسيق جهود الدعاية عبر الإنترنت، وتمويلات تديرها Khusyaynova ، بتمويل من Prigozhin
- أندرو إنتراتر  [لغات أخرى]‏، الرئيس التنفيذي لشركة Columbus Nova ، ابن عم فيكتور فيكسلبرغ
- فريدريك إنتراتر  [لغات أخرى]‏، شقيق الرئيس التنفيذي لشركة كولومبوس نوفا أندرو إنتراتر، ابن عم فيكتور فيكسلبرغ
- إيمي بيرمان جاكسون، قاضية محكمة المقاطعة الأمريكية في مقاطعة كولومبيا تشرف على واحدة من قضايا مولر ضد بول مانافورت
- إراكلي «آيك» كافيلادزه، جورجي أمريكي نائب الرئيس في مجموعة كروكوس
- كونستانتين كيليمنيك  [لغات أخرى]‏، الرجل الأيمن لبول مانافورت في كييف ، أوكرانيا، عميل المخابرات الروسي المزعوم [4]
- سيمون كوكيس  [لغات أخرى]‏، رجل أعمال روسي أمريكي وزميل فيكسلبرغ، وألمانيا خان، ولين بلافاتنيك، وميخائيل فريدمان، وفياتشيسلاف له علاقات مع الشركات الروسية والحكومة الروسية
- سيرجي كيسلياك، السفير الروسي السابق لدى الولايات المتحدة (2008-2017)
- إيلينا ألكسيفنا خوسيينوفا  [لغات أخرى]‏، المحاسبة الروسية التي أدارت تمويل عمليات التواصل عبر وسائل التواصل الاجتماعي (بما في ذلك الجيش الجمهوري الايرلندي) والتي تدخلت في انتخابات عام 2016 وانتخابات التجديد النصفي لعام 2018، المسماة «مشروع لختا»
- جاريد كوشنر، مستثمر عقاري، صهر، وكبير مستشاري الرئيس ترامب

### L-Q
- كوري ليفاندوفسكي، المدير السابق للحملة الانتخابية الأولية لترامب (حتى يونيو 2016)
- بول مانافورت، مستشار سياسي ولوبي سابق لفكتور يانوكوفيتش، مدير الحملة السابق ورئيس حملة ترامب (يونيو - أغسطس 2016)، ومدير مؤتمرات ترامب (مارس 2016)
- سيمونا مانجيانتي، المحامية الإيطالية وزوجة جورج بابادوبولوس (منذ مارس 2018) [5]
- أندرو ماكابي، نائب (فبراير 2016 - يناير 2018) والمدير بالنيابة لمكتب التحقيقات الفيدرالي (مايو - أغسطس 2017)
- ميتش ماكونيل، عضو مجلس الشيوخ عن ولاية كنتاكي (اليمين) وزعيم الأغلبية في مجلس الشيوخ
- دونالد ماكجان، مستشار البيت الأبيض  [لغات أخرى]‏ للرئيس ترامب (يناير 2017 - أكتوبر 2018)
- جوزيف ميفسود  [لغات أخرى]‏، أكاديمي مالطي مرتبط بالسياسيين الروس وجورج بابادوبولوس
- أندرو ميلر، زميل روجر ستون
- روبرت س. مويلر الثالث، مدير مكتب التحقيقات الفيدرالي السادس (2001-2013)، تم تعيينه مستشارًا خاصًا للتحقيق في التدخل الروسي
- جورج نادر، رجل أعمال ولوبي عمل كضابط اتصال لحملة ترامب في الإمارات العربية المتحدة
- جيرولد نادلر، عضو الكونغرس (مد نيويورك)، رئيس اللجنة القضائية بمجلس النواب (منذ عام 2019)
- جمعية البندقية الوطنية، والمعروفة باسم NRA
- بول م. ناكاسوني  [لغات أخرى]‏، قائد القيادة السيبرانية للولايات المتحدة (منذ مايو 2018)
- كيرستين نيلسن، وزير الأمن الداخلي (منذ ديسمبر 2017)
- ألكساندر نيكس، الرئيس التنفيذي السابق لجامعة كامبريدج التحليلية
- سام نونبيرج  [لغات أخرى]‏، المستشار السياسي السابق لحملة ترامب
- ديفين نونيس ، عضو الكونغرس (R-CA)، عضو بارز (منذ عام 2019) والرئيس السابق للجنة الاستخبارات بمجلس النواب (2015-18)
- باراك أوباما، الرئيس الرابع والأربعون للولايات المتحدة (2009-2017)
- بروس أور  [لغات أخرى]‏، مدير فرقة العمل المعنية بإنفاذ قوانين مكافحة الجريمة المنظمة (2014-2017) ونائب النائب العام المساعد (2017)
- كارتر بيج، مستشار صناعة النفط، مستشار حملة ترامب السابق في السياسة الخارجية
- جورج بابادوبولوس  [لغات أخرى]‏، المستشار السابق لحملة ترامب
- و. صموئيل باتن، عضو في جماعات الضغط وزميل بول مانافورت، كبير المستشارين في مجموعة SCL
- مايك بينس، نائب رئيس الولايات المتحدة الثامن والأربعون الحالي (منذ 2017)
- ديمتري بيسكوف، السكرتير الصحفي لبوتين، والدبلوماسي
- مايك بومبو، وزير الخارجية (من أبريل 2018)؛ مدير وكالة المخابرات المركزية (يناير 2017 - مارس 2018)
- رينس بريبوس  [لغات أخرى]‏، أول رئيس أركان في البيت الأبيض لترامب، والرئيس السابق للجنة الوطنية للحزب الجمهوري
- يفغيني بريغوزين، القلة الروسية التي مولت الجيش الجمهوري الايرلندي وتمتلك «كونكورد مانجمنت أند كونسلتنغ» و «كونكورد كايترينغ»، تسمى «شيف بوتين»
- إريك برنس، رئيس مجموعة خدمات الحدود، شقيق سكرتير ترامب لإدارة التعليم بيتسي ديفوس، ومؤسس شركة أكاديمي العسكرية الخاصة (المعروفة سابقًا باسم «بلاكووتر»)
- فلاديمير بوتين، الرئيس الثاني والرابع لروسيا

### R-Z
- سوزان رايس، مستشارة الأمن القومي السابقة (2013-2017)
- مايكل س. روجرز، مدير وكالة الأمن القومي (منذ 2014)
- دانا روراباكر، عضوة الكونغرس السابقة (جمهورية كاليفورنيا) (1989 - 2009)
- رود روزنستاين ، نائب المدعي العام، القائم بأعمال المدعي العام للتحقيقات بين روسيا وترامب
- ويلبر روس، 39 وحالي وزير التجارة للولايات المتحدة (منذ 2017)
- بول ريان، رئيس مجلس النواب الأمريكي (2015-2018)
- بيرني ساندرز، 2016 مرشح الحزب الديمقراطي للرئاسة، فيرمونت سيناتور (الأول) (منذ 2007)
- سارة هكابي ساندرز، السكرتيرة الصحفية للبيت الأبيض (منذ يوليو 2017)
- فيليكس ساتر  [لغات أخرى]‏، رجل أعمال روسي أمريكي سابق، مطور عقاري، والمدير الإداري السابق لمجموعة بايروك جروب ذ.م.م.
- آدم ب. شيف، عضو الكونغرس (D-CA)، رئيس لجنة الاستخبارات في مجلس النواب منذ عام 2019، وعضو سابق في التصنيف
- كيث شيلر  [لغات أخرى]‏، نائب مساعد سابق ومدير متزامن لعمليات المكتب البيضاوي، وحارس شخصي طويل الأمد لترامب
- SCL Group ، الشركة الأم لـ Cambridge Analytica
- جيف سيشنز، المدعي العام للولايات المتحدة (فبراير 2017 - نوفمبر 2018)، عضو سابق في مجلس الشيوخ عن ولاية ألاباما (إلى اليمين) (1997–2017)
- كودي شيرر، ناشطة سياسية وصحفية سابقة، مؤلفة «مذكرة / ملف شيرر» التي نقلها ستيل إلى مكتب التحقيقات الفيدرالي
- ديميتري سيمز  [لغات أخرى]‏، ناشر مجلة ذا ناشيونال الفائدة والمدير التنفيذي لمركز الفكر في مركز المصلحة الوطنية
- جلين ر. سيمبسون  [لغات أخرى]‏، المؤسس المشارك لـ Fusion GPS ، الذي استأجر Steele لتجميع المعلومات الضارة عن ترامب وروسيا
- بيتر دبليو سميث  [لغات أخرى]‏ ، الناشط الجمهوري وممول إلينوي الذي كان له علاقات مع مايكل فلين في وقت مبكر من عام 2015
- شون سبايسر، السكرتير الصحفي السابق للبيت الأبيض (من يناير إلى يوليو 2017) ومدير الاتصالات بالبيت الأبيض (من يونيو إلى يوليو 2017)
- كريستوفر ستيل، ضابط المخابرات البريطاني السابق MI6 ، مؤلف ملف حول ترامب وروسيا
- جيل شتاين، مرشح حزب الخضر في انتخابات الرئاسة الأمريكية لعام 2016
- روجر ستون، مستشار سياسي وموظف سابق للرئيس ريتشارد نيكسون (1972-1974)، الشريك التجاري السابق لمانافورت (1980s)
- بيتر سترزوك  [لغات أخرى]‏، عميل مكتب التحقيقات الفيدرالي تمت إزالته من التحقيق في أغسطس 2017
- ريكس تيلرسون، وزير خارجية الولايات المتحدة التاسع والستين (2017-2018)، والرئيس التنفيذي السابق لشركة إكسون موبيل (2006-2017)
- إيفان تيموفيف، مدير برنامج نادي المناقشة Valdai برعاية الكرملين
- ألكساندر تورشين  [لغات أخرى]‏، عضو مجلس الشيوخ الروسي عن ماري إل ريبابليك (2001-2015) ونائب محافظ البنك المركزي لروسيا (2015-2015)
- دونالد ترامب، الرئيس الخامس والأربعون للولايات المتحدة (منذ 2017)، مطور عقاري سابق (1971-2016)
- دونالد ترامب جونيور، المدير التنفيذي لمنظمة ترامب، نجل دونالد ترامب
- إيفانكا ترامب، ابنة دونالد ترامب ومستشارة الرئيس (2017 حتى الآن)
- ألكس فان دير زوان  [لغات أخرى]‏، المحامي الهولندي مذنب في الإدلاء بتصريحات كاذبة لمكتب التحقيقات الفيدرالي
- فيكتور Vekselberg ، القلة الروسية
- ناتاليا فيسيلنيتسكايا  [لغات أخرى]‏، محامية روسية، اشتهرت بضغطها على قانون ماغنيتسكي
- ألن فايسلبرغ  [لغات أخرى]‏، المدير المالي الأول لمؤسسة ترامب
- ماثيو وايتكر  [لغات أخرى]‏، القائم بأعمال المدعي العام الأمريكي (نوفمبر 2018 - فبراير 2019)
- أندي ويغمور  [لغات أخرى]‏، مدير الاتصالات في إجازة. الاتحاد الأوروبي والمقرب من البنوك آرون
- مايكل وولف، صحفي ومؤلف كتاب " فاير آند فيوري" عن البيت الأبيض ترامب
- كريستوفر أ. راي، مدير مكتب التحقيقات الفيدرالي (منذ أغسطس 2017)
- ألكساندر ياكوفينكو  [لغات أخرى]‏، السفير الروسي لدى المملكة المتحدة (منذ 2011)

## قبل ترشيح دونالد ترامب

### 1986
- دعى السفير السوفيتي يوري دوبينين  [لغات أخرى]‏ ترامب في رحلة مدفوعة التكاليف بالكامل إلى الاتحاد السوفيتي [6][7]

### 1987
- يوليو : قام ترامب وزوجته إيفانا، التي تتحدث الروسية، [8] بزيارتهما الأولى لروسيا (التي كانت تعرف آنذاك باسم جمهورية روسيا الاتحادية الاشتراكية السوفيتية داخل الاتحاد السوفيتي).[9][10][11][12] [13] يكتشفون مواقع البناء المحتملة لبرج ترامب موسكو  [لغات أخرى]‏ .[11][12]

### 1996
- عاد ترامب إلى روسيا، وزار موسكو مع هوارد لوربر  [لغات أخرى]‏ وبينيت إس ليبو  [لغات أخرى]‏ [14] لاكتشاف الخصائص المحتملة لـ «ناطحات السحاب والفنادق»، [15] يسجل علامته التجارية، ويجري اتصالات مع شركة التطوير Bayrock Group (والتي قد تؤدي إلى ترامب سوهو) وفيليكس ساتر، اللذين أصبحا حاسمين لمحادثات ترامب موسكو اللاحقة.[12][16] أعلن ترامب في وقت لاحق عن خطة لاستثمار 250 مليون دولار في روسيا والعلامة التجارية للمباني السكنية الفاخرة في موسكو، والتي لم تؤت ثمارها. [2]

### 2004
- يبدأ مانافورت علاقته مع راعيه ديريباسكا [13]

### 2005
- ترامب يمنح مجموعة بايروك  [لغات أخرى]‏ صفقة حصرية لبناء عقار يحمل علامة ترامب في موسكو.[17]
- يونيو : اقترح بول مانافورت وشريكه في العمل ريك ديفيس خطة لدريباسكا والتي بموجبها ستؤثر في التغطية الإخبارية والتعامل التجاري والسياسة في الاتحاد السوفيتي السابق وأوروبا والولايات المتحدة "لصالح حكومة الرئيس فلاديمير بوتين. وقعوا في النهاية عقدًا بقيمة 10 ملايين دولار يبدأ في عام 2006 باستخدام لوفا ليمتد. بدلاً من ديفيس-مانافورت؛ لديهم علاقة عمل حتى عام 2009 على الأقل.[18]

### 2006
- بناءً على طلب دونالد ترامب، يرافق ساتر إيفانكا ترامب ودونالد ترامب جونيور في رحلة إلى موسكو، ويرتب لإيفانكا الجلوس على كرسي مكتب بوتين خلال جولة في الكرملين.[19] [2]
- كانون الثاني (يناير) : يقدم ديفيس السيناتور جون ماكين وساكسبي تشامبليس  [لغات أخرى]‏ وجون إي سونونو إلى ديريباسكا في المنتدى الاقتصادي العالمي في دافوس. يجتمعون في شقة خاصة ويتناولوا العشاء في شاليه بيتر مانك للتزلج. في وقت لاحق من الشهر، أرسل ديريباسكا خطابًا إلى ديفيس ومانافورت يشكر فيه ديفيس على ترتيب اللقاء مع أعضاء مجلس الشيوخ.[20]
- آب / أغسطس : التقى ديفيس وديريباسكا مع ماكين في مطعم لتناول العشاء مع عشرات الأشخاص في الجبل الأسود . ماكين موجود كجزء من رحلة رسمية إلى مجلس الشيوخ. ديفيس في الجبل الأسود لأن شركته، ديفيس-مانافورت، ساعدت الحزب الحاكم في حملته الاستقلالية الأخيرة، والتي تم تمويلها من قبل ديرباسكا، أكبر صاحب أعمال في الجبل الأسود. بعد العشاء، تسافر مجموعة تضم ديفيس وماكين إلى يخت قريب على البحر الأدرياتيكي لحضور احتفال بعيد ميلاد ماكين السبعين.[20][21]

### 2007
- أسس مانافورت بيرسيلز إميرجنع ماركيتس، وهو صندوق استثمار مدعوم بشكل أساسي من قبل ديرباسكا.[22][23]
- يوليو 2007 - نوفمبر 2008 : ديفيس هو مدير حملة ماكين الانتخابية  [لغات أخرى]‏.[24]
- 15 أكتوبر : ترامب يشيد ببوتين في مقابلة مع شبكة سي إن إن.[25]
- 2007-2012 : تتلقى مانافورت 12.7 مليون دولار من المدفوعات النقدية غير المكشوف عنها من رئيس حزب المناطق الأوكرانية الموالي لروسيا فيكتور يانوكوفيتش .[23]
- نوفمبر : حضر ترامب معرض المليونير في موسكو، حيث أعلن أن ترامب فودكا  [لغات أخرى]‏ سوف يوسع توزيعه في روسيا، أول غزو له في السوق الروسية.[26][27][28]

### 2008
- 2008 :
  - في حوالي عام 2008، سافر ترامب جونيور إلى روسيا ست مرات في 18 شهرًا، بحثًا عن صفقات.[29]
  - تقوم شركة ديرباسكا بتحويل 18.9 مليون دولار إلى بيرسيلز إميرجنع ماركيتس لشراء كابل البحر الأسود. ليس من الواضح ما حدث للمال: تطالب ديرباسكا بتدقيق محاسبي حول الأموال في عام 2013، وترفع دعوى قضائية ضد بيرسيلز في عام 2014، وتقاضي مانافورت في عام 2018.[22][23][30]
  - نفي متحدث باسم ديرباسكا تعاقد في أي وقت مضى مع شركة مانافورت الاستشارية.[18]
- تموز (يوليو) : ترامب يبيع عقار "بالم دي لاميتي"  [لغات أخرى]‏ في بالم بيتش إلى القلة الروسية ديمتري ريبولوفليف بمبلغ قياسي بلغ 95 مليون دولار. اشترى ترامب العقار مقابل 41.35 مليون دولار قبل ثلاث سنوات وأدخل تحسينات طفيفة فقط.[31]
- سبتمبر : صرح ترامب جونيور، نائب الرئيس التنفيذي لمؤسسة ترامب آنذاك، بأن «الروس يشكلون قطاعًا غير متناسب إلى حد كبير من الكثير من أصولنا، في دبي، وبالتأكيد مع مشروعنا في سوهو وأي مكان في نيويورك. نرى الكثير من الأموال تتدفق من روسيا.» [32][33]
- نوفمبر : تم حل شركة ديفيز-مانافورت بعد فترة وجيزة من الانتخابات الرئاسية.[34]

### 2010
- يتلقى فندق فندق وبرج ترامب الدولي في تورنتو  [لغات أخرى]‏ التمويل في الوقت المناسب من بنك Vnesheconombank (VEB)، وهو بنك استثمار روسي تديره الدولة.[35]
- تقرض ديريباسكا 10 ملايين دولار لشركة مملوكة من قبل مانافورت وزوجته.[36]

### 2011
- ماريا بوتينا تؤسس منظمة" Right to Bear Arms [Право на оружие (движение)] ".[37]
- 2011-2013 : الاحتجاجات في روسيا ضد عمليات الانتخابات التشريعية والرئاسية . يتهم بوتين وزيرة الخارجية الأمريكية هيلاري كلينتون بالتدخل في السياسة الروسية.[38]
- 29 أبريل - 1 مايو : محامي ناشفيل جي. كلاين بريستون الرابع يقدم السيناتور الروسي ألكسندر تورشين  [لغات أخرى]‏ إلى رئيس الجمعية الوطنية للبنادق ديفيد كين في الاجتماع السنوي للجمعية الوطنية القومية في بيتسبرغ.[39][40] أحد الشهود يدعي حدوث نقاش حول الدعم المالي لتورشين من قبل الجمعية الوطنية للبنادق.[41]
- 7 مايو : Keene يرسل لتورشين رسالة مكتوبة بخط اليد تقدم للمساعدة في مساعيه.[41]
- 8 ديسمبر : صرح بوتين بأن كلينتون «حددت لهجة بعض نشطاء المعارضة»، و «أعطت إشارة، وفور سماعهم هذه الإشارة بدأوا العمل النشط».[42]

### 2012
- يحذر مكتب التحقيقات الفيدرالي الممثل دانا روراباكر أنه يستهدف من قبل العملاء الروس لتجنيده «كعامل نفوذ»؛ أي شخص يمكن أن يؤثر على سياسة واشنطن.[43]
- جيان بيتيلا الإيطالية MEP تقدم سيمونا مانجيانت، زوجة جورج بابادوبولوس  [لغات أخرى]‏ المستقبلية، لجوزيف ميفسود  [لغات أخرى]‏ في بروكسل. عملت مانجيانتي في البرلمان الأوروبي كمحام متخصص في قضايا اختطاف الأطفال.[5][44]
- من 12 إلى 15 أبريل : حضر تورشين المؤتمر السنوي لمعهد الموارد الطبيعية في سانت لويس بولاية ميزوري بتصريح دخول «لكامل الأنشطة».[45][46]
- 8 نوفمبر : زيارة تورشين لمقرات NRA في فيرفاكس ، فرجينيا .[45]
- 14 ديسمبر : وقع الرئيس باراك أوباما قانون ماغنيتسكي ليصبح قانونا لمعاقبة المسؤولين الروس المسؤولين عن وفاة المحاسب الضريبي الروسي سيرجي ماغنيتسكي في أحد سجون موسكو في عام 2009.[47]